# Ракім
Вільям Майкл Гріффін-молодший (англ. William Michael Griffin Jr.; нар. 28 січня 1968, Ваянданч, Саффолк, Лонг-Айленд, Нью-Йорк, США), більш відомий під сценічним псевдонімом Rakim - американський репер і учасник хіп-хоп-дуету Eric B. & Rakim.
Він широко відомий як один з найвпливовіших і вправніших МС всіх часів. Ракім розпочав свою кар'єру у складі хіп-хоп-дуету Eric B. & Rakim, який у 2011 році був номінований на вступ до Зали слави рок-н-ролу. Дебютний альбом дуету, Paid in Full, був названий «найбільшим хіп-хоп альбомом усіх часів» за версією MTV у 2006 році, тоді як сам Ракім зайняв четверте місце у списку MTV «найбільших МС усіх часів». Альбом також зайняв 228-е місце у списку 500 найбільших альбомів усіх часів за версією журналу Rolling Stone.
Стів Хьюї з AllMusic заявив, що «Ракім майже повсюдно визнаний одним з найбільших МС, можливо найбільшим часів у хіп-хоп співтоваристві». У 1997 році американська газета The New York Times оцінила його внесок словами «Ракім для репу все одно що Мік Джаггер для року». У 2009 році лондонська газета Time Out назвала його «Хрещеним батьком золотої ери хіп-хопу». У 2012 році журнал The Source помістив його на друге місце у своєму списку «50 найкращих ліриків усіх часів». В 2018 редактор сайту About.com помістив його на перше місце в списку «50 кращих МС нашого часу (1987-2007)».

## Раннє життя
Вільям Майкл Гріффін-молодший народився і виріс у Ваянданчі в окрузі Саффолк штату Нью-Йорк. У 7 років він написав свій перший вірш - про мультиплікаційного персонажа Міккі Мауса. У 12 років Вільям отримав своє перше звинувачення у порушенні закону за носіння зброї.
Племінник американської R&B співачки та актриси Рут Браун, Вільям приєднався до нью-йоркської хіп-хоп сцени, коли йому було шістнадцять років. Відомий як Kid Wizard, в 1985 році він зробив свої перші записи наживо в середній школі села Уайанданч.
Вільям спочатку був прийнятий до релігійної організації «Нація ісламу» у 1986 році і прийняв ім'я Ракім Аллах (англ. Rakim Allah), а потім приєднався до «Народу богів і земель».

## Кар'єра

### Співпраця з Eric B. (1986-1993)
Зустрівшись у 1986 році, Ерік Бі та Ракім випустили чотири студійні альбоми до їх розпаду у 1992 році. Дует був описаний журналістом Томом Терреллом з NPR як «найвпливовіше поєднання діджея та MC у сучасній поп-музиці», тоді як редактори сайту About.com помістили їх на четверте місце у списку «10 найбільших хіп-хоп дуетів всіх часів». Вони були номіновані для вступу до Зали слави рок-н-ролу в 2011 році, хоч і не потрапили до остаточного вибору.

### 1986-1987: Початок і класичний дебют
Після того, як Ракім відреагував на пошук Еріка Бі у конкурсі «Кращий MC у Нью-Йорку», друг і сусід Еріка Бі, Марлі Марл (англ. Marley Marl), дозволив їм використовувати його домашню студію. Перший трек, який вони записали - «Eric B. Is President» - був випущений як сингл на незалежному лейблі Zakia Records у 1986 році. Після того, як засновник Def Jam Recordings, Рассел Сіммонс, почув сингл, дует був підписаний на Island Records і почав записувати альбом на студії Power Play Studios в Манхеттені на початку 1987 року.
7 липня 1987 року дует випустив свій дебютний альбом Paid in Full на допоміжному лейблі Island - 4th & B'way Records.
Альбом досяг 58 місця в чарті Billboard 200 і породив п'ять синглів: «Eric B. Is President», «I Ain't No Joke», «I Know You Got Soul», «Move the Crowd» та «Paid in Full» . В 1995 альбом був сертифікований RIAA як «платиновий».

### 1988-1989: Пік другого альбому
У той час як сингли з альбому досягли помірного успіху, сам альбом Follow the Leader показав себе краще в музичних чартах, ніж дебютний альбом Еріка Бі і Ракіма, і досяг 22 місця в США в чарті Billboard Pop Albums. Альбом був сертифікований як «золотий» Асоціацією звукозаписної індустрії Америки за продаж понад 500 тисяч екземплярів у Сполучених Штатах. Випущений під час «золотої ери» хіп-хопу, Follow the Leader був добре прийнятий критиками і з тих пір був визнаний музичними авторами як один із найреволюційніших і найвпливовіших хіп-хоп альбомів усіх часів. Американський автор Вільям Джелані Кобб писав про значення альбому: «П'ятами Paid in Full Ерік Бі і Ракім випустили заряджений обоймою альбом під назвою Follow the Leader в 1988 році. Насичений ширшим спектром звуків, ніж семпли Джеймса Брауна, які визначили початковий реліз, Follow the Leader показав Ракима найлірично жорстокішим, що видає спритні та смертельні загрози на таких треках, як „Microphone Fiend“, „Lyrics of Fury“ та майже злочинному „No Competition“. Реліз ознаменував найвищу точку у співпраці між ними і передбачив сповзання ринків, з яким вони зіткнулися в 1990-х роках».

### 1990-1994: Фінальні альбоми та розпуск
Let the Rhythm Hit 'Em, випущений у 1990 році, був третім альбомом Eric B. & Rakim. У цьому альбомі звучання дуету набуло подальшого розвитку: Ракім прийняв глибший, більш агресивний тон голосу, а також більш зрілу та серйозну тему. У музичному плані продакшн варіюється від м'яких душевних треків, таких як «In the Ghetto», до жорсткого штурму на великому треку. Хоча він не може підтримувати сингли настільки ж популярними, як попередні альбоми дуету, багато хто вважає його цілісним альбомом. Це один із небагатьох альбомів, які отримали рейтинг «п'ять мікрофонів» від журналу The Source. В 1998 альбом був обраний журналом The Source в якості одного з «100 кращих реп-альбомів». Буклет альбому містить данину пам'яті батькові Ракіма, Вільяму, та продюсеру Paul C., який працював над багатьма треками альбому до його вбивства у липні 1989 року. Його протеже Large Professor завершив його роботу. Ніхто з них не був вказаний у титрах альбому.
У 1992 році Eric B & Rakim випустили свій четвертий і останній альбом, Don't Sweat the Technique. Великий трек був незначним радіохітом. «Casualties of War» також вийшов у вигляді синглу. «Know the Ledge» вперше з'явився у фільмі Авторитет під назвою «Juice (Know the Ledge)». Однак Ерік Бі відмовився підписати контракт з MCA, побоюючись, що Ракім залишить його. Це призвело до тривалої та складної судової битви за участю двох музикантів та MCA. Судові позови в кінцевому підсумку привели до розпаду дуету.

## Сольна кар'єра (1993-2017)

### 1993-2003: Правові питання та дебютні роботи

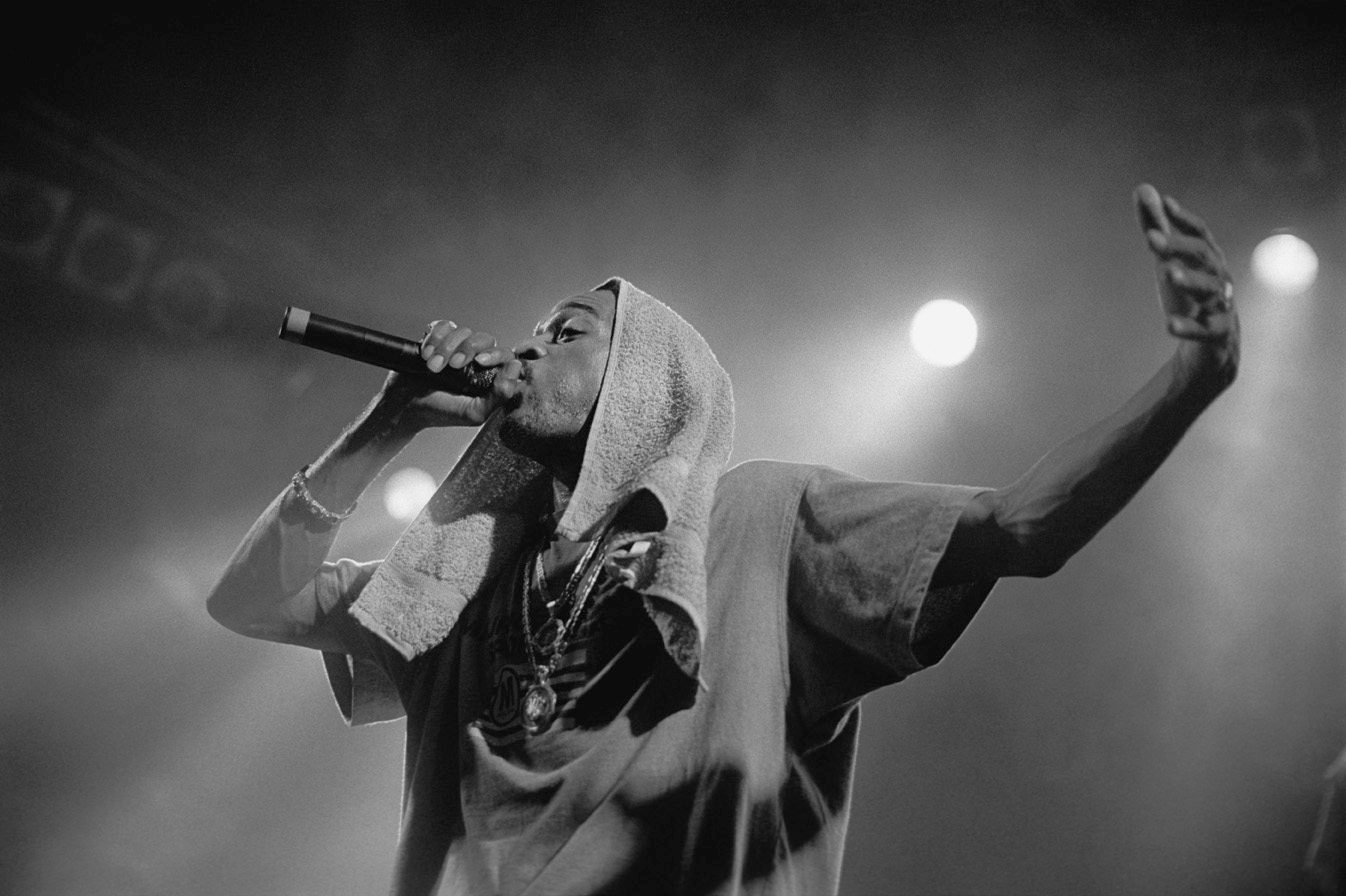
Ракім виступає у Гамбурзі, Німеччина, 3 червня 1998 року

Після розлучення з Еріком Бі на початку 1993 року Ракім поводився стримано, зробивши лише одну помітну появу з треком «Heat It Up» на саундтреку до фільму 1994 року Стрілець . Перестановки в MCA призвели до того, що Ракім покинув лейбл у 1994 році. Оскільки Ракім продовжував боротися з юридичними проблемами, він уклав угоду з Universal Records і почав записувати свій дебютний сольний альбом The 18th Letter в 1996 році. Альбом вийшов у листопаді 1997 року. Очікування були високі для Ракіма, оскільки альбом дебютував під номером 4 у чарті Billboard 200 та отримав «золотий» сертифікат від RIAA.
У червні 1999 року Ракім з'явився на трьох треках в альбомі The Seduction of Claude Debussy гурту Art of Noise. Кіт Фарлі з AllMusic зазначив, що «альбом відображає художнє використання семпльованих брейкбітів — вперше з'явилися в альбомах Art of Noise — з натяками на хіп-хоп 80-х плюс їхній еквівалент 90-х, драм-н-бейс».
У листопаді 1999 року Ракім випустив альбом The Master, який отримав хороші відгуки, але погано продавався.
У 2000 році Ракім був підписаний на лейбл Доктора Дре, Aftermath Entertainment, для роботи над альбомом, попередньо названим Oh, My God. Альбом зазнав численних змін у художньому напрямі та персоналі та кілька разів відкладався. Під час роботи над альбомом Ракім виступав гостем на численних проектах Aftermath, включаючи проривний сингл «Addictive» від Truth Hurts, Dr. Dre -спродюсований «The Watcher Part 2» від Jay-Z і на саундтреку до фільму Восьма миля.
Тим не менш, Ракім залишив лейбл у 2003 році, і альбом Oh, My God був відкладений на невизначений термін. Після того, як Ракім зрештою залишив лейбл Aftermath Entertainment, він заявив, що причиною, через яку він залишив лейбл, були творчі розбіжності з Dr. Dre. Ракім навів метафоричний приклад: Доктор Дре хотів, щоб Ракім писав пісні про те, як вбити когось, а Ракім хотів писати пісні про воскресіння когось.

### 2007-2009:The Seventh Seal

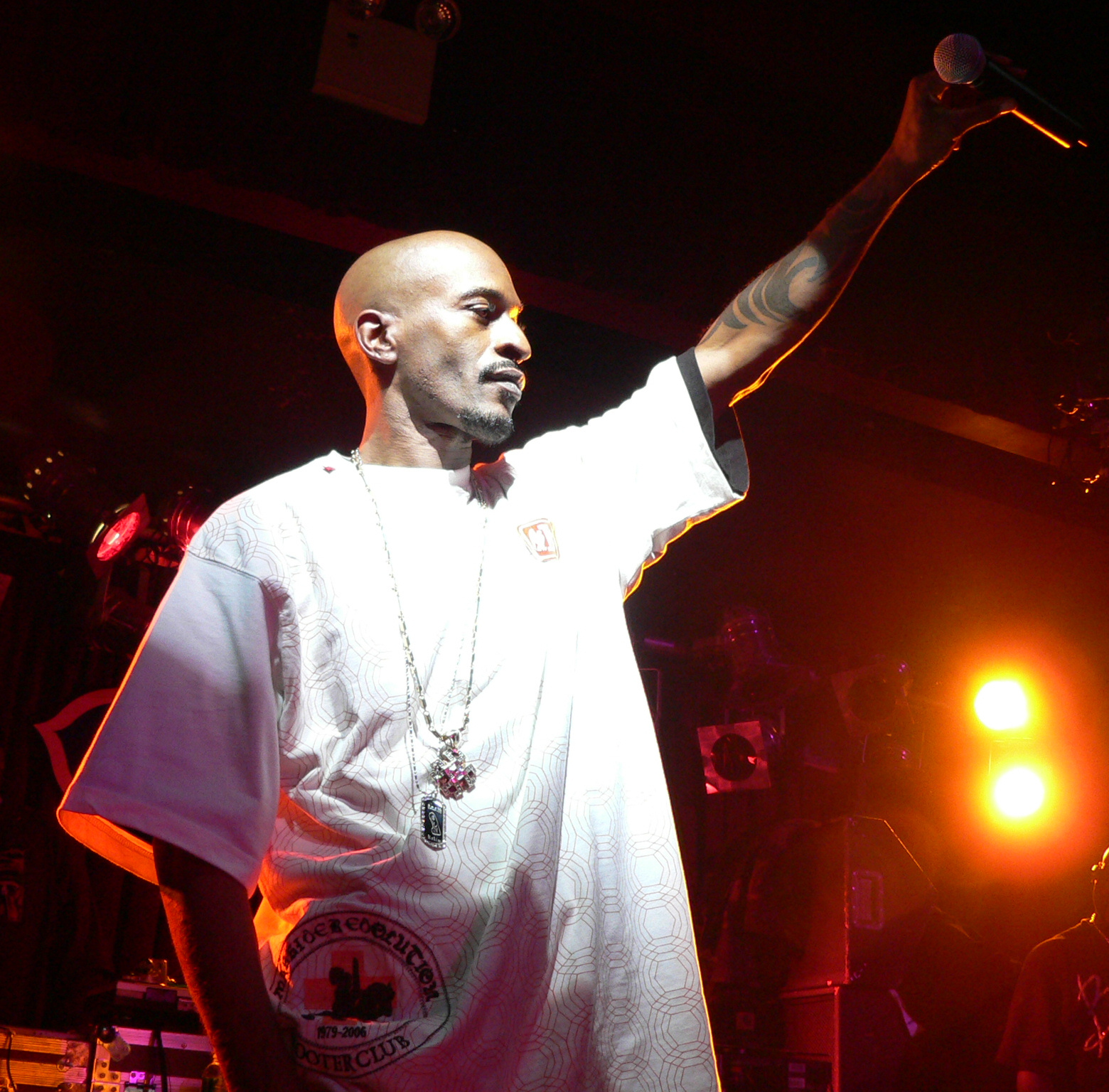
Rakim у клубі B.B. Kings у Нью-Йорку, 25 листопада 2006 року

Раким усамітнився у своєму маєтку в Коннектикуті, щоб не поспішаючи працювати над музикою. Не випускаючи альбому з 1999 року, він відмовився від гастролей на користь нечастих концертів.
Ракім зміг зберегти треки, які він зробив з Доктором Дре, і в 2006 оголосив, що випустить новий студійний альбом, The Seventh Seal . Вихід альбому було відкладено на 2009 рік; замість цього він випустив концертний альбом The Archive: Live, Lost & Found у 2008 році.
The Seventh Seal був випущений 17 листопада 2009 року після декількох затримок на власному лейблі Ракіма, Ra Records, а також TVM і SMC Recordings, і поширювався через Fontana Records і Universal Music Group. Вважається альбомом повернення репера після десятирічної перерви. На ньому представлені сингли «Holy Are You» і «Walk This Streets». У записі альбому взяли участь репери Styles P, Jadakiss та Busta Rhymes, а також R&B - виконавці Maino, I.Q., Tracey Horton, Samuel Christian та дочка Ракіма, Destiny Griffin. Альбом включає продакшн від декількох відомих хіп-хоп продюсерів, включаючи Nottz, Needlz, Jake One і Nick Wiz. За даними Soundscan, за перший тиждень у Сполучених Штатах було продано 12 тисяч копій альбому. Після його виходу The Seventh Seal отримав загалом змішані або середні відгуки від більшості музичних критиків, засновані на сукупному балі 59/100 від Metacritic.

### 2011: четвертий студійний альбом
У 2011 році у супроводі гурту The Roots Ракім наживо виконав весь альбом Paid in Full у клубі Blue Note Jazz Club у Нью-Йорку, на честь 25-річчя альбому.
У 2012 році Ракім оголосив, що він і Ерік Бі випустять ювілейне видання до 25-річчя виходу їхнього альбому 1987 року Paid in Full, який міститиме нові треки, записані Еріком Бі і Ракімом; Ракім оголосив, що випустить новий сольний альбом до кінця 2012. Він виступав на щорічному пікніку гурту The Roots у Філадельфії у червні. В інтерв'ю для Detroit Free Press він оголосив, що перебуває у студії разом з Фарреллом Вільямсом і вони працюють над новим альбомом, який буде випущений у 2013 році, заявивши, що перший сингл буде випущений до кінця року.
24 вересня 2013 року Ракім випустив спільний сингл із DMX під назвою «Don't Call Me».
У 2014 році Ракім з'являється на спільному синглу з американським рок-гуртом Linkin Park під назвою «Guilty All the Same». Пісня була випущена 6 березня 2014 року на лейблі Warner Bros. Records, як перший сингл з їхнього шостого студійного альбому під назвою The Hunting Party. Він вніс свій реп-вокал під час бриджу для основної версії пісні; однак він не показаний на радіо-версії пісні. Пісня була офіційно випущена 7 березня 2014 року для цифрового скачування.
27 квітня 2015 року Ракім оголосив, що працює над новим альбомом і планує випустити його у середині чи наприкінці 2015 року. Він сказав: «Це один з тих альбомів, де я можу повеселитися. Мій останній альбом, The Seventh Seal, був дещо усвідомленим альбомом. Я хотів зробити заяву про цей альбом».
Наприкінці червня 2018 року на саундтреку до другого сезону серіалу Люк Кейдж було випущено нову пісню «King's Paradise». Ракім вперше виконав цю пісню в серії Tiny Desk Concerts на NPR разом із колишнім учасником гурту A Tribe Called Quest, Ali Shaheed Muhammad, та продюсером Adrian Younge.

### Возз'єднання з Eric B.
20 жовтня 2016 через Twitter було оголошено, що Ракім возз'єднався з Еріком Бі після 26-річного розпуску. Дует дражнив фанатів туром возз'єднання наступного ранку, проводячи опитування для шанувальників, щоб вони висловили свою думку про те, в якому місті Ерік Бі і Ракім повинні почати тур. Чотири місця були потенційними кандидатами: Нью-Йорк, Лас-Вегас, Лондон та Австралія. З часу оголошення про возз'єднання фанати ворожили, чи вони випустять новий студійний альбом у найближчому майбутньому.

## Майстерність
Рими Ракіма відрізнялися від простих рим у хіп-хопі початку 1980-х. Його стиль вільного ритму ігнорував тактові риси та заслужив порівняння з джазовим піаністом Телоніусом Монком. Бен Ретліфф з американської газети The New York Times писав, що «безшумний реп розробив форму поза плоскостопних ритмів шкільних рим». У той час як багато реперів розробили свою техніку за допомогою імпровізації, Ракім був одним з перших, хто продемонстрував переваги письменницького стилю, як, наприклад, його новаторське використання внутрішніх рим і складних рим. На відміну від попередніх реперів, таких як LL Cool J, KRS-One та Run–D.M.C., які постачали свій вокал з високою енергією, Ракім використав розслаблену, стійку подачу. Згідно з MTV, «ми звикли до таких MC, як Run і D.M.C., Chuck D і KRS-One, які кидалися на мікрофон, кричачи з енергією та неповагою, але Ракім застосував методичний підхід до своєї гри в мікрофон. У нього був повільний потік слів, і кожен рядок був відвертим, гіпнотичним». Розслаблена подача Ракіма є результатом впливу джазу; він грав на саксофоні і був фанатом Джона Колтрейна.
Тематикою пісень Ракіма часто були його власні навички репу та лірична перевага над іншими реперами. Редактор AllMusic Стів Хьюї зауважив, що «більшість його текстів стосується його власних навичок та ісламської віри». Він також зазначає Ракіма за його «складні внутрішні рими, складні пропозиції, грамотні образи, бархатисто-плавний потік слів та непередбачувані, незвичайні ритми». Журналіст Джесс Харвелл з Pitchfork описав його реп як «авторитетний, відшліфований, що [і] має незворушне почуття ритму».

## Спадщина
Paid in Full був випущений у період, який став відомий як «Золота ера хіп-хопу». Алекс Огг вважав його шедевром дуету у своїй книзі The Men Behind Def Jam. Реп Ракіма став основою для майбутніх реперів та допоміг завоювати репутацію хіп-хопу Східного узбережжя за інноваційну ліричну техніку. Вільям Джелані Кобб у своїй книзі To the Break of Dawn заявив, що його реп «вийшов за межі» попередньої ери «олдскула» і що в той час як словниковий запас і лірична спритність нових реперів покращилися, це було «далеко від того, що Ракім увів у жанр». Дмитро Ерліх із газети The New York Times, який описав альбом як «художній та комерційний еталон», висловив вдячність Ракіму за те, що він допоміг «народити музичний жанр» і очолив «тиху музичну революцію, ввівши в жанр тихий стиль репу». Стів Хьюї з AllMusic оголосив Paid in Full одним із найвпливовіших хіп-хоп альбомів і «обов'язковим для прослуховування» для тих, хто цікавиться «основними музичними основами» жанру. MTV помістив альбом на перше місце у списку «Найбільших хіп-хоп альбомів усіх часів», заявивши, що він підняв стандарти хіп-хопу «як у звуковому, так і в поетичному плані» і назвав його «цікавим, глибоким, інноваційним та миттєво впливовим». Альбом розбитий на треки Ракімом у книзі Брайана Коулмана Check the Technique.
Журнал Rolling Stone помістив альбом Paid in Full на 228 місце у списку «500 найбільших альбомів усіх часів», назвавши його «спокійним і гострим як алмаз: Ракім є лідером у гонці за кращого репера коли-небудь, і цей альбом — велика причина, чому». Так само журнал Blender включив альбом до списку «500 компакт-дисків, які ти повинен мати перед тим, як померти». Журнал Time назвав його одним із вісімнадцяти альбомів 1980-х років у своєму списку «100 альбомів за весь час»; Редактор Алан Лайт високо оцінив альбом за зміну «звуку, подачі та потенціалу» хіп-хопу і «якщо багато хто вважає, що Ракім - найбільший МС всіх часів, цей альбом є доказом».
Джесс Харвелл із Pitchfork похвалив Ракіма за «нескінченну демонстрацію чистої майстерності». Pitchfork помістило альбом Paid in Full на п'ятдесят друге місце у списку «Топ-100 альбомів 1980-х»; редактор Сем Ченно написав, що Ракім надихнув покоління МС і «визначив, що означає бути хіп-хоп ліриком». До реперів, які використовували унікальний стиль репу Ракіма і вважають його джерелом натхнення, входять GZA, Ghostface Killah і Raekwon (з Wu-Tang Clan), Тупак, Nas, Kool G Rap, Jay-Z, The Notorious B.I.G., Eminem, 50 Cent і багато інших.

## Дискографія
Разом із Eric B.
Див. також «Eric B. &amp; Rakim».
- Paid in Full (1987)
- Follow the Leader (1988)
- Let the Rhythm Hit 'Em (1990)
- Don't Sweat the Technique (1992)

Студійні альбоми
- The 18th Letter (1997)
- The Master (1999)
- The Seventh Seal (2009)